# Le Livre noir du communisme
Pour les articles homonymes, voir Livre noir.
Le Livre noir du communisme. Crimes, terreur, répression est un ouvrage rédigé par un collectif d'universitaires, publié en 1997 par les Éditions Robert Laffont. Rédigé pour marquer le 80e anniversaire de la révolution russe de 1917, il entend dresser un bilan des victimes des régimes communistes.
Succès commercial avec plus d'un million d'exemplaires vendus dans le monde (dont deux éditions brochées et deux éditions poche en France) et plus de 26 traductions à l'été 2011, en France le livre a provoqué deux violentes polémiques : la première parmi les auteurs au sujet du chapitre introductif (dont le contenu a été plus médiatisé que le reste de l’ouvrage), la deuxième concernant plus largement l'ensemble de l'ouvrage. Ces polémiques ne portent pas tant sur les faits décrits, que sur les responsabilités et intentions des États communistes ainsi que sur le rôle de l'idéologie elle-même.

## Titre
Le titre est une référence explicite à l'ouvrage collectif dirigé par Ilya Ehrenbourg et Vassili Grossman intitulé Le Livre noir et dont le titre complet est « Le Livre noir sur l'extermination scélérate des Juifs par les envahisseurs fascistes allemands dans les régions provisoirement occupées de l'URSS et dans les camps d'extermination en Pologne pendant la guerre de 1941-1945 ». Ce livre, publié partiellement en Union soviétique en 1947, a été censuré sur décision du régime soviétique. Il est paru en version complète après l'effondrement de l'Union soviétique durant les années 1990.

## Contenu
Les auteurs sont Stéphane Courtois, Nicolas Werth, Jean-Louis Panné, Karel Bartošek, Jean-Louis Margolin et Andrzej Paczkowski. Ont également collaboré Rémi Kauffer, Pierre Rigoulot, Pascal Fontaine, Yves Santamaria et Sylvain Boulouque.
Le livre décrit sur 840 pages les crimes commis par les États dont les dirigeants se sont revendiqués du communisme : États léninistes ou « marxistes-léninistes ». Les principales parties concernent l’URSS sous Lénine puis Staline, et la Chine sous Mao Zedong. Plus précisément, les faits décrits dans le livre incluent :
- en URSS :
  - le goulag, système des camps de travail forcé, principalement de 1930 à 1953 ;
  - les grandes famines de 1921-1922, 1932-1933, et 1946-1947 ;
  - l’arrestation de communistes anti-staliniens (y compris non russes), l'assassinat de milliers d'entre eux à partir de 1934 (principalement en URSS mais aussi à l'étranger) ;
  - les « Grandes Purges » de 1936-1938 ;
  - l'invasion de la Pologne pendant l'application du pacte germano-soviétique (1939-1941) ;
  - les déplacements forcés de populations.
En particulier, l'étude du système soviétique cherche à montrer l'existence d'une continuité dans les politiques répressives des gouvernements issus de la révolution d'octobre 1917 tout au long de l'histoire de l'URSS, en confirmant que le processus de terreur s'est mis en place en Russie peu après la prise du pouvoir par les bolcheviks, avec la création de la Tchéka, l'interdiction progressive des journaux d’opposition, l'arrestation et l'exécution de nobles, bourgeois, mencheviks, SR de gauche, anarchistes et paysans, la répression brutale des grèves ouvrières ou des révoltes (Kronstadt). L’auteur de cette partie du Livre noir, Nicolas Werth, précise qu’il « n’a pas la prétention de présenter des révélations sur l’exercice de la violence d’État en URSS » qui « a déjà été, depuis longtemps, explorée par les historiens »[2]. Les faits avaient déjà été étudiés, notamment par Jacques Baynac[3]. Cependant la question de la continuité entre le léninisme et le stalinisme, y compris sur le plan de la violence d'État, continue à faire débat (voir article révolution russe).

- en Europe de l'Est : les procès politiques (par exemple le procès Slansky), les camps de travail forcé (principalement de 1948 à 1956), la répression de manifestations populaires : en RDA en juin 1953, en Hongrie en 1956, en Tchécoslovaquie en 1968 ;

- en Chine :
  - la famine sans précédent de 1959-1961, conséquence de l'échec du « Grand Bond en avant » ;
  - les laogais, camps de travail forcé, principalement de 1954 à 1978 ;
  - la « révolution culturelle », décrite comme étant une « guerre civile, ouverte ou larvée » ;
  - l’occupation du Tibet.

En particulier, les auteurs concluent que les communistes chinois ont perpétré un génocide culturel à l’encontre des Tibétains. Jean-Louis Margolin déclare que les meurtres furent proportionnellement plus importants au Tibet qu’en Chine intérieure, et que « l'on peut légitimement parler de massacres génocidaires en raison des nombres impliqués » :
- en Corée du Nord : les répressions exercées par le régime dictatorial de la république populaire démocratique de Corée, depuis sa mise en place en 1948 ;

- au Cambodge : la déportation, puis l'élimination d'une grande partie de la population urbaine par le régime des Khmers rouges, au pouvoir de 1975 à 1979 ;

- à Cuba : les emprisonnements et condamnations à mort depuis la prise de pouvoir par Fidel Castro en 1959. L'ouvrage présente les unités militaires d'aide à la production comme des camps de concentration : ces camps de travail ont été longtemps présentés par le gouvernement cubain comme faisant partie du service civil[4].

- en Afghanistan : l’intervention militaire de l'URSS de 1979 à 1989.

Stéphane Courtois s'est livré à une comptabilisation du nombre de morts. Il affirme que « [l]e total approche la barre des cent millions de morts ». Les chiffres utilisés et le principe même d'addition de morts de causes parfois très différentes ont été sujets d'une polémique.

### Contenu et auteurs additionnels
Le contenu de l'édition originale parue en 1997 a été augmenté au fur et à mesure des adaptations locales. Divers contributeurs ont ainsi rajouté une préface ou un chapitre supplémentaire consacré au pays dans lequel la traduction du livre paraissait. L'ouvrage Du passé faisons table rase ! compile ces additions pour la période 1997 à 2002, date de sa parution.
 Allemagne
L'édition allemande contient un chapitre additionnel consacré au régime de la République démocratique allemande et intitulé « Le bilan du socialisme en RDA » (« Die Aufarbeitung des Sozialismus in der DDR »). Ce chapitre est articulé autour de deux contributions « Les crimes politiques en RDA » (« Politische Verbrechen in der DDR ») par Ehrhart Neubert et « L'approche difficile de la perception » (« Vom schwierigen Umgang mit der Wahrnehmung ») par Joachim Gauck.
 Estonie
L'édition Estonienne contient une préface « Ombres sur le monde » (« Varjud maailma kohal ») signée du président de la République Lennart Meri, ainsi qu'un chapitre additionnel sur le communisme en Estonie « L'Estonie et le communisme » (« Eesti ja kommunism ») rédigé par le Premier Ministre Mart Laar.
 France
L'historien français François Furet avait accepté de rédiger la préface du Livre noir du communisme. Il est cependant décédé en juillet 1997, quelques semaines seulement avant d'avoir rendu son texte à Stéphane Courtois.
 Portugal
L'édition portugaise est augmentée d'une préface de l'historien et membre du Parti social-démocrate portugais José Pacheco Pereira (en).
 Roumanie
L'édition roumaine est enrichie d'un chapitre supplémentaire consacré au communisme en Roumanie ainsi que d'une carte des lieux de répression préparés par la fondation Fundatia Academia Civica.
 Russie
L'édition russe comporte la préface « Bolchévisme : maladie sociale du XXe siècle » (« Большевизм — социальная болезнь XX века ») composée par Alexandre Nikolaïevitch Iakovlev, conseiller personnel du Président de l'Union soviétique Mikhaïl Gorbatchev et ancien directeur du département pour l'agitation et la propagande du PCUS sous Brejnev.

## Débat sur l'ouvrage

### Dissensions entre auteurs
La moitié des auteurs — Nicolas Werth, Jean-Louis Margolin et Karel Bartošek — ont protesté publiquement contre le chapitre introductif de Stéphane Courtois, ils y refusent son rapprochement du génocide nazi et de la répression stalinienne, ainsi que le calcul du nombre de victimes, dont ils contestent à la fois l’opportunité et les chiffres utilisés, qui pour certains sont leurs chiffres mais augmentés sans justification par Courtois.
Dans un article du Monde daté du 14 novembre 1997, Nicolas Werth et Jean-Louis Margolin listent les principaux points mis en cause du chapitre introductif :
« la centralité du crime de masse dans les pratiques répressives des communismes au pouvoir ; l'assimilation entre doctrine communiste et mise en application de celle-ci, ce qui fait remonter le crime jusqu'au cœur même de l'idéologie communiste ; l'affirmation qui en découle de la grande similitude du nazisme et du communisme, tous deux intrinsèquement criminels dans leur fondement même ; un chiffrage des victimes du communisme abusif, non clarifié (85 millions ? 95 ? 100 ?), non justifié, et contredisant formellement les résultats des coauteurs sur l'URSS, l'Asie et l'Europe de l'Est (de leurs études, on peut tirer une « fourchette » globale allant de 65 à 93 millions ; la moyenne 79 millions n'a de valeur que purement indicative) ».
Ils ajoutent : « On chercherait cependant en vain, dans le chapitre introductif comme dans le reste de l'ouvrage, la discussion serrée et approfondie que nécessiteraient des questions aussi complexes et délicates que la comparaison entre fascisme et communisme, ou la présence de potentialités terroristes dans la théorie marxiste elle-même. Nous n'entendons pas disqualifier ces indispensables questionnements. Mais, tout simplement, notre livre ne porte pas là-dessus ».
Nicolas Werth, dans un entretien accordé au journal communiste L'Humanité avait ajouté qu'« il [Nicolas Werth] s'était publiquement démarqué de l'idée contenue dans la préface rédigée par Stéphane Courtois selon laquelle le communisme serait par essence criminogène »,. Jean-Louis Margolin va dans le même sens : « Cela [l'analyse de Stéphane Courtois] revient à enlever son caractère historique au phénomène. Même si le terreau communiste peut aboutir aux crimes de masse, le lien entre doctrine et pratique n'est pas évident, contrairement à ce que dit Stéphane Courtois ». Werth et Margolin reprochent à Courtois son « obsession d'arriver aux cent millions de morts ». N. Werth décompte ainsi quinze millions de victimes en URSS, alors que Stéphane Courtois, dans son introduction, parle de vingt millions ; J.-L. Margolin explique « qu'il n'a jamais fait état d'un million de morts au Vietnam », contrairement à ce qu'écrit Courtois.
Des auteurs menacent de poursuite l'éditeur avant la sortie de l'ouvrage. Jean-Louis Margolin obtient le changement du titre, qui devait être Le Livre des crimes communistes, et l'adjonction du sous-titre.
Karel Bartosek et Nicolas Werth démissionnent de la revue Communisme fondée par Stéphane Courtois, Bartosek dit protester non contre le livre mais pour refuser « absolument toute approche idéologique et politique de ces souffrances ».
S. Courtois répond que « c'est une équipe entièrement de gauche et qui, parce qu'elle est de gauche, se pose des questions ».

### La question des crimes du communisme
Un certain nombre de critiques du Livre noir considèrent que celui-ci emploie le terme vague de « communisme » pour se rapporter à une grande variété de systèmes : « cadre réducteur » selon Alain Blum. Il s'agit d'un « livre provocateur » pour Lilly Marcou qui juge l'introduction de Stéphane Courtois « insensée ». D'autre part, il n'est pas avéré que les régimes mentionnés dans le livre aient été communistes. Ce n'est pas une idée nouvelle : la question de savoir si les États concernés sont réellement allés vers le communisme est ouverte depuis leur apparition. Stéphane Courtois propose, pour justifier le titre, une définition d'un « État communiste » comme « un État gouverné par un seul parti qui se proclame ouvertement d'inspiration marxiste-léniniste ».
L'éditeur et ancien militant communiste Maurice Nadeau, dans La Quinzaine littéraire, considère le livre comme « une escroquerie » : « l'escroquerie réside en ce que ce collectif d'auteurs appelle "communisme" ce qui en est précisément le contraire ». « Où donc ont-ils fait leurs classes ces "historiens" ? Pour quelques-uns, tiens, pardi ! chez Staline précisément ». « Nos "historiens et universitaires" s'obstinent à appeler "communisme" ce qui en bonne langue française et en connaissance honnête de l'Histoire s'appelle "stalinisme", pour les Chinois "maoïsme", pour les Cambodgiens "Khmers rouges". Quand on fait la publicité d'un livre sur des millions de cadavres on n'a pas le droit de jouer sur les mots ».
Le journaliste Gilles Perrault, dans Le Monde diplomatique, précise le fait que l'histoire et les traditions locales ont joué, dans chaque cas, un rôle important, et que le livre regroupe des phénomènes historiques trop différents pour être objet d'une condamnation unique : « Par quelle aberration peut-on englober dans la même condamnation des sandinistes nicaraguayens qui remirent démocratiquement en jeu leur pouvoir et les fous furieux du Sentier lumineux ? ». Il regrette que le livre ne discute pas du rôle des États-Unis dont l'obstruction est selon lui cause d'échec de plusieurs expériences communistes. Il reproche également aux auteurs du Livre noir d'avoir occulté l'importance de la contre-révolution comme facteur d'explication du processus de radicalisation de la terreur dans les systèmes communistes : « Un grand absent : l’adversaire. Chaque expérience communiste est décrite comme si elle se déroulait en vase clos, coupée du monde extérieur. Pourquoi Nicolas Werth s’abstient-il d’évoquer l’interventionnisme étranger acharné à juguler la jeune révolution bolchevique ? ».
À Alain Blum qui qualifie le livre de « négation de l'Histoire », Nicolas Werth répond : « N'existe-t-il pas bel et bien un terreau commun, un noyau dur constitué par des pratiques politiques fondées, dans tous les pays qui se sont réclamés du communisme, sur de larges et terribles séquences répressives, voire, à certains moments, massivement criminelles, sur l'exclusion de catégories sociales entières, sur "une culture de guerre civile", sur l'idée centrale de l'"exacerbation de la lutte des classes" au fur et à mesure que l'on progresse vers le but idéal, sur un certain nombre de mythes modernisateurs porteurs d'une violence extrême contre "un vieux monde" à abattre (y compris dans le Cambodge de Pol Pot qu'Alain Blum oppose abusivement, sur ce dernier point, à la Chine) ? » Il en conclut que « ces similitudes suggèrent que l'objet "système communiste" est bien autre chose qu'une simple catégorie idéologique ».
Pour Stéphane Courtois, qui répond à ses détracteurs, « Les communistes et d'autres critiques soutiennent que l'utilisation du mot « communisme » serait impropre à désigner le régime soviétique et ses extensions. Son emploi refléterait un choix idéologique ou politique. Mais n'est-ce pas les bolcheviks eux-mêmes qui, sous l'impulsion personnelle de Lénine, se sont qualifiés de « communistes » ? En fait, ceux qui contestent cette appellation cherchent, à travers la disparition du mot, à escamoter la réalité des faits […]. Certains sautent le pas et n'hésitent pas à affirmer qu'en raison de la diversité des périodes et des régions le communisme n'a pas existé en tant que phénomène historique fondamental du XXe siècle […]. Mais alors que devient l'argument selon lequel le communisme se différencie notamment du nazisme par son « universalité » ? ».

### La comparaison entre le nazisme et le communisme
Dans son introduction au Livre noir, Stéphane Courtois établit une comparaison entre nazisme et communisme, une partie des crimes du second étant selon lui assimilables à un « génocide de classe » équivalent au « génocide de race », particulièrement à la Shoah mise en oeuvre par les nazis lors du déclenchement de l'opération Barbarossa à l'été 1941. Selon Stéphane Courtois, « La mort de faim d’un enfant de koulak ukrainien délibérément acculé à la famine par le régime stalinien "vaut" la mort de faim d’un enfant juif du ghetto de Varsovie ». Outre par une partie des auteurs du Livre noir (voir plus haut), cette comparaison entre le nazisme et le communisme a été beaucoup critiquée.
Pour l'historien Jean-Jacques Becker, le décompte « des morts du communisme » a une « valeur historique nulle », puisqu'il s'agit de réalités très différentes qui échappent à toute forme de comptabilité. De fait, la comparaison avec le nazisme, qui se réduit à une dimension statistique, est « illégitime ». Même si telle n'était pas l'intention de Stéphane Courtois, cela conduit à minorer le phénomène nazi, car, à l'arrivée, « l'extermination de six millions de juifs fait pâle figure à côté des "cent millions de victimes" du communisme ». Enfin, Stéphane Courtois a « définitivement quitté le domaine de l'histoire » lorsqu'il condamne les historiens d'avoir failli à leur devoir moral en ne mettant pas en valeur les crimes du communisme, ce qui est faux selon Jean-Jacques Becker.
Dans la même perspective, Pierre Vidal-Naquet va jusqu'à parler chez Stéphane Courtois d'une volonté de « substituer les crimes du communisme, et pas seulement ceux du stalinisme, à ceux du nazisme comme repoussoir universel ».
Pour l'historien de la Russie Jean-Louis Van Regemorter : « Ces amalgames simplistes ne risquent-ils pas d'éloigner l'historien de sa déontologie traditionnelle qui consiste à analyser et à comprendre ? » De même Georges Mink et Jean-Charles Szurek s'interrogent sur la valeur de cette comparaison : « À quoi sert-il de comparer les crimes et dans quel but ? si on ne les rapporte au système social dont ils sont issus, à l'origine de ce système, à son projet, à son histoire ? À cet égard, tout distingue le communisme du nazisme. Et d'abord le fait que le communisme a modelé en profondeur les structures sociales et économiques des pays, en général peu développés et majoritairement paysans, où il s'est implanté ».
L'historien spécialiste de l'URSS Jean-Jacques Marie a dénoncé le fait que cette comparaison repose sur une fausse citation de Staline : « À la page 19 du Livre noir du communisme, Stéphane Courtois écrit : « Le mot officiel de Staline […] était d'exterminer les koulaks en tant que classe ». Stéphane Courtois remplace « liquider » par « exterminer » et s'appuie sur cette citation modifiée pour affirmer : ici « le génocide de "classe" rejoint le génocide de "race" ». Donc le « communisme » par Staline interposé et le nazisme sont jumeaux puisque l'un tente d'exterminer une couche sociale et l'autre une race. Il est fâcheux que pour étayer cette affirmation Stéphane Courtois commence par trafiquer la formule de Staline. Les guillemets et le mot « officiel » n'y changent rien ». A fortiori, selon Jean-Jacques Marie, il ne saurait y avoir génocide de classe. Lénine a en effet répété maintes fois sa volonté contraire, notamment le 9 juillet 1919, de « lutter implacablement contre cette idée présomptueuse (…) que les travailleurs sont à même de vaincre le capitalisme et l'ordre bourgeois sans rien apprendre des spécialistes bourgeois » (à savoir les officiers, médecins, ingénieurs, savants, etc.) « sans les utiliser, sans passer par une longue "école de travail" à leurs côtés ».
L'historienne Annie Lacroix-Riz, membre du PRCF, a qualifié l'ouvrage d'« opération politique et idéologique de grande envergure, à l’échelle tant de la France que de l’Europe unifiée. Cette opération éditoriale a donné l’élan décisif à l’assimilation entre nazisme et communisme qui peuple aujourd’hui les manuels scolaires […] ».
L'historien américain John Arch Getty, professeur à l'université de Californie à Los Angeles, note que les famines sont à l'origine de plus de la moitié des victimes du communisme dénombrées par Stéphane Courtois. Il critique la méthode consistant à amalgamer des personnes mortes de faim dans des tragédies comme l'Holodomor, et les victimes des camps de travaux forcés comme le goulag, puis la comparaison avec le nazisme que tire Stéphane Courtois de ce décompte : « Les victimes de famines causées par la stupidité et l'incompétence d'un régime (ces morts comptent pour plus de la moitié des « 100 millions de victimes » de Courtois) peuvent-elles être mises sur le même plan que le gazage délibéré des juifs ? L'arithmétique de Courtois est trop simpliste ».
Un autre historien de l'université de Californie, Mark Tauger a également rejeté l'affirmation de Stéphane Courtois selon laquelle « La mort de faim d’un enfant de koulak ukrainien […] "vaut" la mort de faim d’un enfant juif du ghetto de Varsovie. », en critiquant par ailleurs l'analyse que fait Nicolas Werth de l'Holodomor.
Hiroaki Kuromiya, professeur à l'université d'Indiana et spécialiste des Grandes Purges, juge que « La tentative faite par Courtois de présenter le communisme comme un plus grand mal que le nazisme par des jeux de chiffres est très dommage car elle menace de diluer l'horreur de massacres réels ».
Stéphane Courtois rejette vivement l'idée qu'il assimilerait nazisme et communisme, accusation faite selon lui pour discréditer toute approche comparative. Il réplique à ses détracteurs que « Face au Livre noir, nombre de communistes admettent désormais que le communisme réel a été "monstrueux", voire meurtrier en masse, mais ils soutiennent que l'idéal serait sauf et exempt de toute responsabilité dans la tragédie. » Il cite Jacques Julliard : « Voir les derniers marxistes de ce pays se réfugier dans une morale de l'intention restera, pour qui aime à rigoler, une des rigolades de cette fin de siècle. »
Courtois poursuit : « il n'était pas dans notre propos d'examiner en quoi la théorie marxiste pouvait, en tant que telle, avoir eu un rôle dans les crimes du communisme au XXe siècle. Cette question est cependant légitime. Ainsi, en 1872, Bakounine dénonçait l'idée de dictature du prolétariat comme l'institution d'« un poste d'ingénieur en chef de la révolution mondiale », qui mènerait inéluctablement à l'asservissement des masses ». Il distingue ensuite communisme et marxisme au profit du second : « D'ailleurs, nombre de marxistes de la fin du XIXe siècle et de la IIe Internationale, tous imprégnés de culture démocratique et de respect de la personne humaine, furent parmi les premiers à dénoncer avec force l'expérience léninienne. À Tours en 1920, s'adressant à ses camarades socialistes qui allaient fonder le PCF, Léon Blum analysait "l'ensemble doctrinal" proposé par l'Internationale communiste : "Votre dictature n'est plus la dictature temporaire. (…) Elle est un système de gouvernement stable, presque régulier dans votre esprit. (…) C'est dans votre pensée un système de gouvernement créé une fois pour toutes. (…) Vous concevez le terrorisme comme moyen de gouvernement." Il nous semble donc abusif d'assimiler l'idéologie communiste à l'idéologie marxiste, nombre de marxistes parmi les plus éminents ayant combattu le communisme de Lénine. (…) L'idéologie communiste, Lénine l'a définie. Cette doctrine, bientôt codifiée en "marxisme-léninisme" par Staline, est une doctrine d'élimination de la "bourgeoisie" (puis d'autres classes sociales, en premier lieu des fractions de la paysannerie), de dictature du prolétariat (devenue en fait dictature sur le prolétariat), de guerre civile permanente, d'agression et d'expansion par les armes du système soviétique ».
Un des principaux auteurs du Livre noir, Nicolas Werth, déclare en 2000 dans Le Monde : « Plus on compare le communisme et le nazisme, plus les différences sautent aux yeux ».

## Réception
Le livre dépasse immédiatement ses objectifs de vente (seulement 19 000 exemplaires initiaux). Trois ans après sa vente, il est diffusé à 700 000 exemplaires et est traduit en 16 langues. En France et, dans une moindre mesure, en Allemagne et en Italie, le livre a parfois été jugé sévèrement, suscitant des débats très animés. Des appréciations contrastées ont également accompagné la parution du Livre noir aux États-Unis, tandis que sa réception a été plus favorable dans les ex-pays du Bloc communiste.

### En France
Le Livre noir du communisme est publié peu de temps après la formation du gouvernement Lionel Jospin de gauche plurielle qui comporte des ministres du parti communiste. Dans ce contexte, la participation de communistes au gouvernement fait l'objet de vives critiques, François Bayrou brandissant un exemplaire du Livre noir à l'assemblée nationale en direction de l'autre bord de l'hémicycle. Face à la polémique, Lionel Jospin intervient à l'assemblée le 12 novembre 1997 en affirmant « que la révolution de 1917 avait été l'un des grands événements de ce siècle » et en rappelant la participation du parti communiste français au gouvernement provisoire du général de Gaulle en 1945 « alors que les crimes de Staline étaient parfaitement connus ». Il conclut en disant que « Si le goulag doit être condamné et le stalinisme totalement rejeté, et si l'on peut penser que le Parti communiste français […] a trop tardé à dénoncer le stalinisme, il l'a néanmoins fait. […] Il a tiré des leçons de son histoire. Il est représenté dans mon gouvernement, et j'en suis fier ».
Robert Hue, alors secrétaire général du Parti communiste, soutient qu'« Il y a eu, dans les conséquences de la révolution bolchevique - immédiatement après d’ailleurs - des conséquences lourdes, y compris sous forme de terreur » et rompt avec l'ancienne formule de Georges Marchais en admettant que « le bilan n’était pas globalement positif, contrairement à ce qu’a dit le PCF à cette époque. Il est négatif, monstrueux même à bien des égards. Même s’il y a eu autre chose que du négatif ». Il affirme enfin que « le communisme est un mouvement. Il n’est pas né en 1917 et mort en 1991. En France, il a engagé son parcours depuis Babeuf, il est présent dans l’histoire de ce siècle. Je ne veux pas dissocier ce qui a été persécution et ce qui a été espoir de libération humaine, son essence profonde ».
Face aux critiques du Livre noir, Laurent Joffrin publie un article dans Libération intitulé « Sauver Lénine ? » et soutient « que la contestation des chiffres est dérisoire : à 50 ou 60 millions de morts au lieu de 80, le communisme deviendrait-il présentable ? ». Il prétend ensuite que « le crime est bien au cœur même du projet communiste. Non pas à cause de l'intention maléfique de ses promoteurs. Mais parce que, sans le crime, leur plan de réorganisation totale de la société est impossible à mettre en œuvre ». Le quotidien publie quelques semaines plus tard une réponse de Daniel Bensaïd, pour qui « Ne retenant que l'identité entre les régimes communistes, Joffrin privilégie les similitudes dans le discours des pouvoirs. Il régresse alors vers une lecture abstraitement idéologique et spéculative de l'histoire, au détriment de tous les acquis de l'histoire sociale ».
Revenant sur la comparaison du communisme avec le nazisme, Jean-Marie Colombani écrit dans un long éditorial du Monde qu'« il y aura toujours une différence entre celui qui s'engage en croyant à un idéal relié, par la réflexion, à l'espérance démocratique, et celui qui repose sur l'exclusion et qui fait appel aux pulsions les plus dangereuses de l'individu ». Pour récuser la mise en équivalence communisme/nazisme, il assimile aux crimes communistes ceux des guerres coloniales menées par la France en Indochine et en Algérie, des États-Unis au Viet-Nam dans les années 1960 puis au Cambodge en 1970 et au Laos en 1971 ; c'est-à-dire par des « démocraties à économies de marché ».
Lilly Marcou s'interroge sur la participation de Nicolas Werth à un collectif qui, selon elle, « pour mieux imposer la comparaison communisme-nazisme, cherche à faire admettre le chiffre de 80 à 100 millions de morts », alors qu'en septembre 1993, il a publié sur la base d'un examen des archives soviétiques, ouvertes en 1989, un article dans L'Histoire, intitulé « Goulag, les vrais chiffres ». L'auteur y révisait de dix fois à la baisse (2 millions de morts et non plus 20) le chiffrage total des victimes de la période stalinienne, jusqu'ici retenu par les chercheurs. « Quand un historien se contredit dans un laps de temps aussi court, cela pose un problème de crédibilité », déclare-t-elle.
Pierre Rigoulot et Ilios Yannakakis publient en 1998 Un Pavé dans l'histoire, qui constitue un plaidoyer en faveur du Livre noir et tente de faire la synthèse des critiques et avis émis à son encontre.
Le Siècle des communismes, publié par les Éditions de l'Atelier en 2000, est un ouvrage historique qui part de l’idée que « le communisme est une réalité autrement plus complexe. L’heure est venue d’interprétations plus distanciées et plus lucides ». En effet, selon Bernard Pudal, « Le Livre noir du communisme tend à donner une image appauvrie du communisme, réduite à l'une des dimensions de son histoire. Cette image ne correspond ni à la réalité ni à l'état des connaissances. Il est apparu nécessaire d'offrir un ouvrage de synthèse destiné à un public bien plus large que celui des spécialistes. Le pluriel du titre Le Siècle des communismes suggère le refus d'une vision monocausale et le dessein d'associer les multiples facettes de l'histoire du communisme ».
Enfin, vingt ans plus tard, en 2017, le philosophe marxiste Lucien Sève analyse la contribution de Nicolas Werth au Livre noir du communisme. Il conteste tous les éléments interprétatifs qui aboutissent à comparer le communisme au nazisme comme Lénine à Staline. Ainsi reproche-t-il à l'auteur d'avoir écarté les discours conciliateurs de Lénine, tels que son appel en septembre 1917 à la formation d'une coalition gouvernementale menchevik SR sans les bolcheviks , à l'alliance avec les mencheviks contre l'intervention étrangère fin novembre 1918, ses explications de la Terreur par le blocus occidental en décembre 1919 ou sa requête en février 1920 devant les victoires des Bolcheviks d'arrêter également les exécutions capitales. Il regrette également en ces termes que Werth - comme d'autres - ait reproduit sans l'écouter cette déclaration du tchekiste Martin Latsis (en) à l'été 1918 :
« On tue les nôtres par centaines ou par milliers. Nous exécutons les leurs un par un. Vrai ou faux, au printemps 1918 ? Nos auteurs s'abstiennent de le dire » .
Également conteste-t-il la notion de création par Lénine au printemps 1918 des camps de concentration - institution d'ailleurs inventée vingt ans plus tôt par les Anglais en Afrique du Sud lors de la guerre des Boers - et qui n'avaient pas pendant la guerre civile russe et dans les années 1920, le sens qu'ils prendront sous Staline : une signification rééducative sans rapport avec la politique d'exploitation économique dans les années 1930 sous Staline ni a fortiori d'extermination hitlérienne pendant la Seconde Guerre mondiale. D'après Lucien Sève, « parler en ce cas de "camps de concentration" est pratiquer délibérément l'équivoque, ce par quoi un historien ne se grandit pas ». Sur le plan de la méthode et des sources, il reproche à Nicolas Werth d'avoir privilégié les travaux anciens de deux personnalités des années 1920 très partisanes : le général Dénikine et Sergueï Melgounov, émigrés russes très marqués par leur antibolchevisme, voire par leur antisémitisme. « L'armée du premier multiplia les pires pogroms qui firent des morts par dizaines de milliers -juifs et bolcheviks étant assimilés ». Lucien Sève en conclut que s'appuyer sur Melgounov et Denikine pour faire l'histoire de la guerre civile russe et en stigmatiser les atrocités bolcheviques, « c'est un peu comme écrire l'histoire de la résistance intérieure française durant la deuxième guerre mondiale en cherchant ses sources du côté de la Gestapo et de la collaboration - pour elles aussi les résistants étaient des "terroristes" ». Enfin si sa contribution paraît accablante contre les communistes parce que ceux -ci ont tué en septembre et octobre 1918, pendant la Terreur rouge, 15 000 à 20 000 personnes (p. 91), l'auteur « note quelques pages plus loin que les seuls pogroms -contre juifs et communistes ensemble - commis par l'armée de Denikine et les unités de Petlioura dans le deuxième semestre 1919 firent près de 150.000 victimes (p.95) ».

### Dans le reste de l'Europe
En Allemagne, où le Livre noir a été vendu à plus de 200 000 exemplaires trois mois après sa sortie, l'introduction de Stéphane Courtois a suscité des débats virulents sur la comparaison entre le communisme et le nazisme, dans la continuité de l'Historikerstreit, notamment de l'historien Ernst Nolte, qui avait divisé les historiens allemands à la fin des années 1980, à la suite de la publication de La Guerre civile européenne par Ernst Nolte en 1987. Les historiens Jens Mecklenburg et Wolfgang Wippermann ont ainsi publié une critique du Livre noir du Communisme sur ce thème. Horst Möller, auteur proche d'Ernst Nolte, a quant à lui soutenu Stéphane Courtois, avec qui il a collaboré pour la rédaction de Le jour se lève : L'héritage du totalitarisme en Europe, 1953-2005.
L'ouvrage connaît également un grand succès en Italie et fait l'objet d'une médiatisation importante. Il suscite également débats et critiques de la part des historiens italiens.
Le Livre noir a été reçu plus favorablement dans les ex-Pays de l'Est, suscitant de nombreux débats, traductions et poussant même des historiens à proposer des compléments (RDA, Roumanie, pays Baltes…). Ces compléments ont été recueillis dans Du Passé, faisons table rase (Robert Laffont, 2002), ouvrage prolongeant le livre initial. Dans la préface, Stéphane Courtois revient longuement sur les polémiques suscitées en France par la publication du Livre noir.
Le 25 janvier 2006, l'assemblée parlementaire du Conseil de l'Europe a adopté une résolution sur la « nécessité d’une condamnation internationale des crimes des régimes communistes totalitaires »,. Le texte, pour lequel Stéphane Courtois a été auditionné avec d'autres auteurs par l'assemblée parlementaire, reprend le bilan chiffré des « crimes du communisme » paru dans l'introduction du Livre noir et « invite tous les partis communistes ou post-communistes de ses États membres qui ne l’ont pas encore fait à réexaminer l’histoire du communisme et leur propre passé, à prendre clairement des distances par rapport aux crimes commis par les régimes communistes totalitaires et à les condamner sans ambiguïté » et soutient que « Les crimes ont été justifiés au nom de la théorie de la lutte des classes et du principe de la dictature du prolétariat ».

### Aux États-Unis

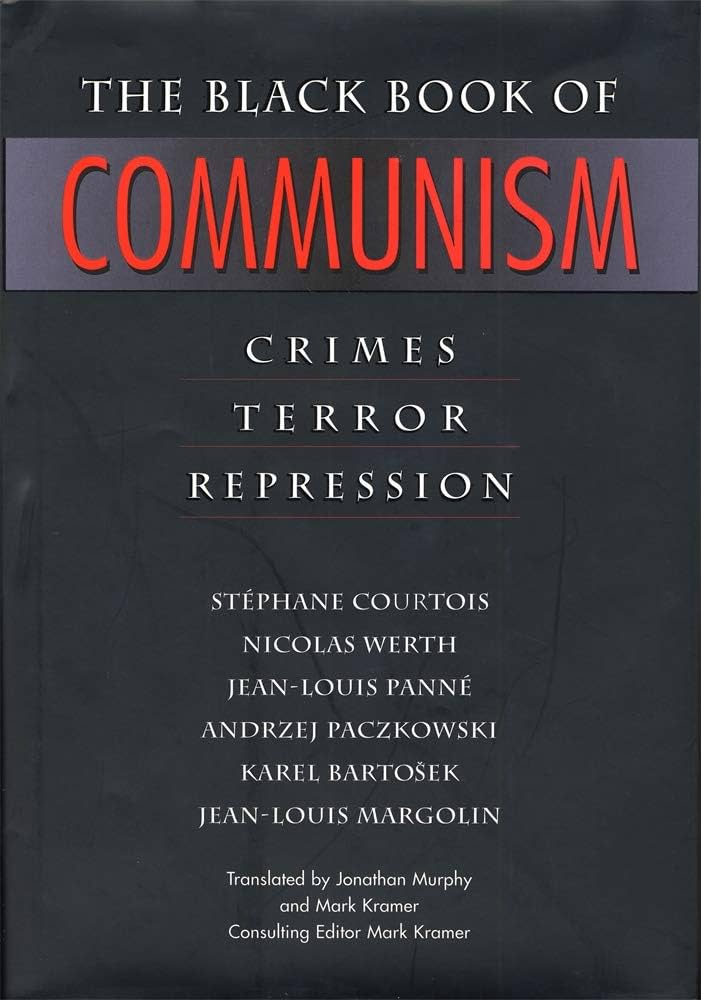
Couverture de l'édition en anglais, Harvard University Press, 1999.

Le Livre noir du communisme a fait l'objet d'une réception très favorable de la part de plusieurs grands journaux américains, comme le New York Times, le Wall Street Journal, la National Review ou l'Evening Standard.
Chez les historiens américains, la réception de l'ouvrage a été plus partagée. Outre les critiques de John Arch Getty, de Hiroaki Kuromiya et de Mark Tauger (voir supra), l'historien Arno Joseph Mayer, dans l'introduction d'un ouvrage consacré aux révolutions française et russe, a évoqué sans citer explicitement le Livre noir « un air de famille entre la querelle des historiens en France et l'Historikerstreit » à la fin des années 1990, en dénonçant notamment l'œuvre « d'ex-communistes renégats [des] « contre-révolutionnaires » rénovés qui n'auraient sans doute guère eu d'importance s'ils n'avaient trouvés des oreilles attentives, pour ne pas dire sympathiques, dans les rangs des conservateurs modérés et des démocrates libéraux nouveau style ».
À l'inverse, l'historien Tony Judt a affirmé que « les faits et les chiffres, dont certains étaient déjà bien connus, d'autres nouvellement confirmés par le recours à des archives autrefois inaccessibles, sont irréfutables ». Martin Malia et Anne Applebaum ont également exprimé une critique favorable au Livre noir.

## Autour du Livre noir du communisme
Le vif engouement ou rejet du Livre noir du communisme s'est traduit par une série d'ouvrages publiés en réaction à celui-ci.

### Un pavé dans l'histoire: le débat français sur Le Livre noir du communisme(1998)
En 1998, Pierre Rigoulot et Ilios Yannakakis ont publié Un Pavé dans l'Histoire (Robert Laffont) dont le titre est une référence à un article sur Le livre noir du communisme signé de Pierre Briançon paru le 11 novembre 1997 dans le journal français Libération (Le Livre noir du communisme », un pavé dans l'Histoire).
Les deux auteurs analysent la polémique suscitée en France par la parution du Livre noir du communisme : « On a voulu notamment minimiser la tragédie communiste en lui déniant la possibilité de toute comparaison avec le national-socialisme. On a refusé de croire à la criminalité comme étant l'une des caractéristiques essentielles du système communiste. On a contesté la légitimité du décompte des victimes du communisme par le refus d'additionner les exécutés, les "purgés", les morts de faim, et ceux de tous les goulags. On a voulu sauver le communisme en le présentant comme un idéal de justice humaine seulement perverti par des errements ou des dérives. On a voulu aussi sauver la mémoire de Lénine en condamnant la "monstruosité" du seul stalinisme alors que le régime de terreur a bien été instauré par Lénine. On a enfin ressorti le vieil épouvantail en prétendant que Le Livre noir faisait le jeu de l'extrême droite ». Tous deux ont collaboré à l'ouvrage collectif Du passé faisons table rase !.

### Le Livre noir du capitalisme(1998)
Le succès commercial du Livre noir du communisme a ainsi stimulé la parution d'une série de Livres noirs abordant les sujets les plus divers et sans lien avec le communisme.
Parmi tous ces livres noirs, l'un des premiers a pour thème l'antithèse du communisme, le capitalisme. Il s'agit d'un ouvrage collectif dirigé par le journaliste communiste français Gilles Perrault - sans lien avec l'équipe dirigée par Stéphane Courtois - et intitulé Le Livre noir du capitalisme. Il est paru en France en 1998 en réaction à la sortie du Livre noir du communisme l'année précédente.
Gilles Perrault qui en signe la préface est par ailleurs l'auteur d'un article à charge contre le Livre noir du communisme intitulé Loin de l’Histoire, une opération à grand spectacle : Communisme, les falsifications d’un « livre noir » qui est paru dans le mensuel Le Monde diplomatique.

### Le Livre noir du communisme en débat: Les critiques, Les auteurs, Mémoires et jugement(2000)
La revue universitaire Communisme cofondée et dirigée par Stéphane Courtois, a dédié son numéro n°59-60 d'avril 2000 au débat sur Le livre noir du communisme.

### Du passé faisons table rase! Histoire et mémoire du communisme en Europe(2002)
L'accueil réservé au Livre noir du communisme a entraîné la parution d'une suite intitulée Du passé faisons table rase ! Histoire et mémoire du communisme en Europe (la première édition comporte le bandeau « Le Livre noir du communisme n'a pas tout dit ») qui a été publiée en 2002 chez le même éditeur, Robert Laffont. Comme pour le premier opus, ce second ouvrage est placé sous la direction de Stéphane Courtois et certains de ses différents collaborateurs ont rédigé préface ou chapitres supplémentaires dans les différentes traductions du Livre noir du communisme. C'est le cas de Joachim Gauck et Ehrhart Neubert (édition allemande), Alexandre Iakovlev (édition russe) ou Mart Laar (édition estonienne). Les autres coauteurs sont Martin Malia, Diniou Charlanov, Lioubomir Ognianov, Plamen Tzvetkov (en), Romulus Rusan, Philippe Baillet et Ilios Yannakakis ; ce dernier est coauteur du livre Un pavé dans l'histoire (1998).
Cet ouvrage a été traduit en allemand (Piper, 2004), bulgare (Prosoretz, 2004) et italien (Mondadori, 2006) et a été réédité en France en 2009 (Pocket).
À l'étranger, la traduction de Du passé faisons table rase ! est commercialisée comme le second tome du Livre noir du communisme ; c'est par exemple le cas en Allemagne (Das Schwarzbuch des Kommunismus 2. Das schwere Erbe der Ideologie, Piper, 2004), en Bulgarie (Черната книга на комунизма 2. част, Prosoretz, 2004) et en Italie (Il libro nero del comunismo europeo, Mondadori, 2006).
Au Japon, la traduction du Livre noir du communisme a été publiée en deux parties par l'éditeur Keigado. Le premier tome paru en 2001 (ソ連篇) contient les articles traitant de l'Union soviétique. Il est complété d'un second volume publié en 2006 (コミンテルン・アジア篇) et dédié au Komintern et à l'Asie.

### Le livre noir de la Révolution française(2008)
En 2008, Stéphane Courtois a participé à l'élaboration d'un ouvrage collectif dirigé par le Père Renaud Escande et intitulé Le Livre noir de la Révolution française. Cet ouvrage se place dans la continuité du Livre noir du communisme et des travaux de l'historien François Furet.

#### Émeutes et massacres
- Massacre, Novotcherkassk (émeute de 1962)
- Catégorie : Massacres en URSS (en)
- Liste de massacres en URSS
- Liste d'émeutes dans le monde
- Terreur rouge (Russie), Holodomor, Famines soviétiques de 1931-1933
- (en) Mass killings under communist regimes

#### Musées
- Musée des Occupations de Tallinn
- Musée de l'occupation de la Lettonie
- Museum of Communism, Warsaw (en)
- Virtual Museum of Soviet Repression in Belarus (en)
- Musée de l'occupation soviétique (Kiev)
- Museum of Communism, Czech Republic (en)
- Institut de la mémoire nationale (Slovaquie)
- Victims of Communism Memorial Foundation (en)